# Pissodes
Smolik (Pissodes) – rodzaj chrząszcza z rodziny ryjkowcowatych.
Smoliki są drobnymi chrząszczami o długości ciała 4–12 mm. Będąc szkodnikami lasów iglastych, żerują pod korą drzew, jeśli chodzi o larwy, lub na młodych pędach, w przypadku owadów dorosłych.

## Gatunki rodzime
- Pissodes castaneus De Geer, 1775 – smolik znaczony[2]
- Pissodes harcyniae Herbst, 1795 – smolik harcyński[3]
- Pissodes piceae Illiger, 1807 – smolik jodłowiec[4]
- Pissodes pini Linnaeus, 1758 – smolik sosnowiec[5]
- Pissodes piniphilus Herbst, 1797 – smolik drągowinowiec[6]
- Pissodes scabricollis Miller, L., 1859
- Pissodes validirostris Sahlberg, 1834 – smolik szyszkowiec[7]